# Christian Klar
Christian Georg Alfred Klar né le 20 mai 1952 à Fribourg-en-Brisgau était membre de la deuxième génération de la Fraction armée rouge.

## Biographie
Il est arrêté le 16 novembre 1982 à Friedrichsruh, près de Hambourg, et condamné en 1985 et 1992 pour les attentats de la RAF de 1977. Après la libération de Brigitte Mohnhaupt, le seul prisonnier de la Fraction armée rouge des années 1970 restait Christian Klar, qui a déposé une demande de grâce auprès du président fédéral Horst Köhler. Après 26 ans d'emprisonnement, il a été libéré le 19 décembre 2008.